# 韓国日報文学賞
韓国日報文学賞(かんこくにっぽうぶんがくしょう)は韓国の文学賞。

## 概要
韓国日報文学賞は韓国日報社によって1968年に韓国創作文学賞という名称で設立された。第20回から韓国日報文学賞に名称が改められた。選考は10月から翌9月までに韓国内の文芸雑誌に発表された中短篇小説、及び単行本として刊行された小説が対象にして、年に1回行われる。授賞式は12月に開かれる。賞金は第1回目からは第19回までは100万ウォン、第20回から第29回までは500万ウォン、第30回からは2000万ウォンが支給される。

## 歴代受賞作品
第1回から第19回までは「韓国創作文学賞」。

第20回から「韓国日報文学賞」に改称。
| 受賞年           | 受賞者             | 受賞作品名                                   |
| ---------------- | ------------------ | -------------------------------------------- |
| 第1回（1968年）  | 韓末淑             | 신과의 약속                                  |
| 第2回（1969年）  | 方栄雄             | 달                                           |
| 第3回（1970年）  | 呉有権             | 일가의 몰락                                  |
| 第4回（1971年）  | 姜龍俊             | 광인일기                                     |
| 第5回（1972年）  | 李文求             | 장한몽                                       |
| 第6回（1973年）  | 辛相雄             | 심야)의 정담                                 |
| 第7回（1974年）  | 鄭乙炳             | 병든 지구                                    |
| 第8回（1975年）  | 李清俊             | 이어도                                       |
| 第9回（1976年）  | 劉賢鐘             | 들불                                         |
| 第10回（1977年） | 李炳注             | 망명의 늪                                    |
| 第11回（1978年） | 金文洙             | 육아                                         |
| 第12回（1979年） | 金源一             | 도요새에 관한 명상                           |
| 第13回（1980年） | 李東河             | 굶주린 혼                                    |
| 第14回（1981年） | 崔一南             | 홰치는 소리                                  |
| 第15回（1982年） | 尹興吉             | 꿈꾸는 자의 나성                             |
| 第16回（1983年） | 金源祐             | 불면수심                                     |
| 第17回（1984年） | 林哲佑             | 아버지의 땅                                  |
| 第18回（1985年） | 尹厚明             | 섬                                           |
| 第19回（1986年） | 徐廷仁             | 달궁                                         |
| 第20回（1987年） | 李祭夏             | 광화사                                       |
| 第21回（1988年） | 朴泰洵             | 밤길의 사람들                                |
| 第22回（1989年） | 李仁星             | 한없이 낮은 숨결                             |
| 第23回（1990年） | 金永顯             | 저 깊푸른 강                                 |
| 第24回（1991年） | 河昌秀             | 돌아서지 않는 사람들                         |
| 第25回（1992年） | 李滄東             | 녹천에는 똥이 많다                           |
| 第26回（1993年） | 申京淑             | 풍금이 있던 자리                             |
| 第27回（1994年） | 具孝書             | 깡통따개가 있는 마을                         |
| 第28回（1995年） | 金仁淑             | 먼 길                                        |
| 第29回（1996年） | 全鏡潾             | 염소를 모는 여자                             |
| 第30回（1997年） | 成碩済             | 유랑                                         |
| 第30回（1997年） | ユン・ヨンス       | 착한 사람 문성현                             |
| 第31回（1998年） | 李恵敬             | 그집 앞                                      |
| 第32回（1999年） | 玄基栄             | 지상에 숟가락 하나                           |
| 第33回（2000年） | 河成蘭             | 기쁘다 구주 오셨네                           |
| 第34回（2001年） | 呉水娟             | 땅위의 영광                                  |
| 第35回（2002年） | 殷熙耕             | 꽃피는 봄날 리기다 소나무 숲에 덫을 놓았을까 |
| 第36回（2003年） | 裵琇亜             | 일요일 스키야키 식당                         |
| 第37回（2004年） | キム・キョンウク   | 장국영이 죽었다고?                           |
| 第38回（2005年） | 金愛爛             | 달려라, 아비                                 |
| 第39回（2006年） | 姜英淑             | 리나                                         |
| 第40回（2007年） | ピョン・ヘヨン     | 사육장 쪽으로                                |
| 第41回（2008年） | キム・テヨン       | 풀밭 위의 돼지                               |
| 第42回（2009年） | ハン・ユジュ       | 막                                           |
| 第43回（2010年） | ファン・ジョンウン | 百의 그림자                                  |
| 第44回（2011年） | チェ・ジェフン     | 일곱개의 고양이 눈                           |
| 第45回（2012年） | クォン・ヨソン     | 레가토                                       |
| 第46回（2013年） | ソン・ボミ         | 산책                                         |